# Kachin
Kachin (burmesiska: ကချင်ပြည်နယ်) är en delstat i Myanmar. Den ligger i den norra delen av landet, 700 km norr om huvudstaden Naypyidaw. Antalet invånare utgjorde 1 689 654 vid folkräkningen den 29 mars 2014, och delstaten omfattar en areal av 89 041,8 kvadratkilometer. Kachin gränsar till Sagaingregionen och Shanstaten i söder, Arunachal Pradesh i Indien i nordväst samt de kinesiska provinserna Autonoma regionen Tibet i norr och Yunnan i öster.
I Kachin pågår sedan 2011 en väpnad konflikt mellan den burmesiska regeringen och Kachin Independence Organization genom dess militära gren Kachin Independence Army. Konflikten återupptogs efter en 17-årig vapenvila. Den 1 november 2016 beräknade United Nations Office for the Coordination of Humanitarian Affairs att det fanns 86 059 internflyktingar i Kachin utspridda på 140 flyktingläger eller andra platser för internflyktingar. 45 068 av internflyktingarna befann sig i de 123 läger i den del av delstaten som kontrollerades av regeringen och 40 991 internflyktingar befann sig i något av de 17 läger som låg i omstridda områden eller områden som kontrollerades av andra än regeringen.
På grund av den väpnade konflikten i Kachin avrådde det brittiska Foreign and Commonwealth Office 2018 samtliga icke-nödvändiga resor till delstaten. Undantag till denna avrådan var orterna Myitkyina, Bhamo och Putao.

## Historia
Delstaten Kachins bildande skedde genom ikraftträdandet den 4 januari 1948 av Burmas konstitution från 1947 genom sammanläggning av distrikten Bhamo och Myitkyina. Kachin Independence Organization och Kachin Independence Army bildades 1961 för att framhäva kachinfolkets intressen. Väpnade strider mellan Kachin Independence Army pågick från 1960-talet fram till en vapenvila 1994. Denna vapenvila stod sig i 17 år men bröts 2011. Förhandlingar om en ny vapenvila påbörjades 2013 fastän strider mellan de två parterna fortsatte.

## Geografi
I Kachin ligger Burmas högsta berg, Hkakabo Razi som ligger 5 881 meter över havet. De största städerna i Kachin är huvudstaden Myitkyina och Bhamo.

### Distrikt
Delstaten Kachin består av fyra distrikt:
| Nr | Distrikt  | Folkmängd |
| -- | --------- | --------- |
| 1  | Mohnyin   | 673 608   |
| 2  | Myitkyina | 531 456   |
| 3  | Bhamo     | 346 520   |
| 4  | Putao     | 91 257    |

### Kommuner
Delstatens fyra distrikt består av 18 kommuner (engelska: townships):
- Bhamo:
  - Bhamo
  - Mansi
  - Momauk
  - Shwegu
- Mohnyin:
  - Hpakant
  - Mogaung
  - Mohnyin
- Myitkyina:
  - Chipwi
  - Injangyang
  - Myitkyina
  - Tanai
  - Tsawlaw
  - Waingmaw
- Putao:
  - Khaunglanhpu
  - Machanbaw
  - Nawngmun
  - Putao
  - Sumprabum

## Politik
Enligt Burmas konstitution så ligger den verkställande makten hos en Chief Minister som utses av Burmas president. Innan denne utses måste personen bekräftas av delstatens parlament, Kachin State Hluttaw. Kachins senaste Chief Minister är Khet Aung från Nationella demokratiska förbundet som utnämndes den 30 mars 2016.
Delstatens parlament är en enkammarförsamling som sammanträder i Myitkyina och har 53 ledamöter som delas upp i tre grupper beroende på hur de är valda. 36 ordinarie ledamöter är valda i enmansvalkretsar motsvarande delstatens 18 kommuner (engelska: township) och varje kommun är delad i två valkretsar. 4 ledamöter utgör så kallade Ethnic Affairs Ministers och varje ledamot representerar och väljs av en etnisk minoritet (landets myndigheter avgör vilka folkgrupper utgör en nationell etnisk minoritet) vars befolkning utgör mer än 0,1 % av statens befolkning. I delstaten Kachin representeras folkgrupperna bamar, lisu, shan och rawang av varsin Ethnic Affairs Minister. Kachinfolkets intressen anses av regeringen vara representerade då delstaten utgörs av områden där kachinfolket är i majoritet. Slutligen äger Burmas militär rätten att utse parlamentsledamöter motsvarande en fjärdedel av parlamentets antal (det vill säga, ordinarie ledamöter samt de fyra Ethnic Affairs Ministers) och i Kachins parlament utgör antalet militära parlamentsledamöter 13 stycken.
Det senaste valet till Kachin State Hluttaw hölls den 8 november 2015, och då vann Nationella demokratiska förbundet (NLD) 22 av de ordinarie 36 mandaten samt alla fyra val till Ethnic Affairs Ministers för ett totalantal av 26 av 53 mandat och därmed egen majoritet i parlamentet. Resterande mandat gick till Förenade solidaritets- och utvecklingspartiet (7 mandat), Kachin State Democracy Party (3 mandat), Lisu National Development Party (2 mandat), Shan Nationalities League for Democracy (1 mandat) samt Unity and Democracy Party of Kachin State (1 mandat). Det nyvalda parlamentet höll sitt första sammanträde den 8 februari 2016 och valde U Tun Tin som talman och U Dain Khan Phone som vice talman, båda tillhörande NLD.

## Infrastruktur
I Kachin ligger flygplatserna Bhamo Airport, Myitkyina Airport och Putao Airport. Delstaten delas även i två delar av floden Irrawaddy. Från Myitkyina går en järnväg till Mandalay via städerna Mogaung och Mohnyin.

## Demografi
Vid folkräkningen den 29 mars 2014 kunde inte folkräkningen slutföras i 25 village tracts, bestående av totalt 97 byar (engelska: villages) kontrollerade av Kachin Independence Organization. Den räknade folkmängden utgjorde 1 642 841 personer, varav 855 353 män (52,07 %) och 787 488 kvinnor (47,93 %). Den delen av folkmängden som inte kunde räknas beräknades till 46 600 personer, varav 23 031 män och 23 569 kvinnor. Totalt beräknades folkmängden till 1 689 441, varav 878 384 män (51,99 %) och 811 057 kvinnor (48,01 %). 64 % av befolkningen levde på landsbygden och 36 % bodde i områden som klassificeras som stadsområden eller urbaniserade av General Administration Department. Delstatens befolkning utgjorde vid folkräkningstillfället 3,3 % av hela Burmas befolkning.
Kachins befolkning fördelades på 269 365 hushåll, och genomsnittsstorleken på ett hushåll var 5,1 personer.
- Befolkningens medianålder: 24,7 år
- Läs- och skrivkunnighet bland personer 15 år och äldre: 91,7 %
  - Hos män: 91,7 %
  - Hos kvinnor: 89,4 %
- Könsfördelning: 108 män per 100 kvinnor.
- Åldersfördelning:
  - 0-14 år: 30,0 %
  - 15-64 år: 66,0 %
  - 65 år och äldre: 4,0 %

Siffror tagna från folkräkningen 2014.

### Befolkningsutveckling
| Befolkningsutvecklingen i Kachin 1973–2014                  | Befolkningsutvecklingen i Kachin 1973–2014 | Befolkningsutvecklingen i Kachin 1973–2014 | Befolkningsutvecklingen i Kachin 1973–2014 | Befolkningsutvecklingen i Kachin 1973–2014 |
| ----------------------------------------------------------- | ------------------------------------------ | ------------------------------------------ | ------------------------------------------ | ------------------------------------------ |
|                                                             |                                            |                                            |                                            |                                            |
| År                                                          |                                            |                                            | Folkmängd                                  |                                            |
| 1973                                                        | 1973                                       |                                            | 737 939                                    |                                            |
| 1983                                                        | 1983                                       |                                            | 904 794                                    |                                            |
| 2014                                                        | 2014                                       |                                            | 1 689 441                                  |                                            |
| Anm: Befolkning enligt folkräkningarna 1973, 1983 och 2014. |                                            |                                            |                                            |                                            |

### Religion
Vid folkräkningen 2014 fördelades den räknade befolkningen på följande sätt i avseende på religion:
- Buddhism: 1 050 610 (63,95 %)
- Kristendom: 555 037 (33,79 %)
- Islam: 26 789 (1,63 %)
- Hinduism: 5 738 (0,35 %)
- Animism: 3 972 (0,24 %)
- Övriga religioner: 474 (0,03 %)
- Ingen religion: 221 (0,01 %)